# 克里斯蒂安 (奥尔登堡)
奥尔登堡公爵克里斯蒂安·尼古拉斯·乌多·彼得（德語：Christian Nikolaus Udo Peter Herzog von Oldenburg，1955年2月1日—），現任奥尔登堡大公家族首領，歐登堡大公繼承人。霍爾斯坦-戈托普王朝的成員。

## 生平
克里斯蒂安是奥尔登堡前家族首领安东-金特与妻子勒文施泰因-维尔泰姆-弗洛伊登贝格的阿美丽·格特鲁德·保琳妮·玛德琳·旺达·伊丽莎白的长子，生于Rastede。

## 婚姻与子女
克里斯蒂安于1987年9月22日塞格贝格与朗曹女伯爵卡洛琳（Caroline Gfn zu Rantzau）结婚，有三子一女：
- 长子亚历山大·保罗·汉斯-卡斯帕·安德烈亚斯·丹尼尔·卡尔·菲利普（Alexander Paul Hans-Caspar Andreas Daniel Carl Philippe，1990年3月17日—），克里斯蒂安的继承人；
- 次子菲利普·康斯坦丁·维特金德·雷蒙德·克莱门斯·汉斯-海因里希（Philipp Konstantin Wittekind Raimund Clemens Hans-Heinrich，1991年12月28日—）；
- 三子安东·弗里德里希·路德维希·扬·文森特（Anton Friedrich Ludwig Jan Vincent，1993年1月9日—）；
- 长女卡塔琳娜·比比安娜·埃德温娜·伊莎贝尔（Katharina Bibiane Edwina Isabell，1997年2月20日—）。